# These Days (album, Bon Jovi)
These Days je šesté studiové album americké rockové skupiny Bon Jovi. Vydalo jej v červnu roku 1995 hudební vydavatelství Mercury Records. Nahráno bylo od října předchozího roku do dubna 1995 a jeho producenty byl Peter Collins spolu se dvěma členy skupiny, Jonem Bon Jovim a Richiem Samborou. V žebříčku Billboard 200 se album umístilo na deváté příčce, v UK Albums Chart na první. Na první příčce se umístilo v hitparádách několika dalších zemí.

## Seznam skladeb
| Pořadí | Název                              | Autor                            | Délka |
| ------ | ---------------------------------- | -------------------------------- | ----- |
| 1.     | Hey God                            | Jon Bon Jovi, Richie Sambora     | 6:10  |
| 2.     | Something for the Pain             | Bon Jovi, Sambora, Desmond Child | 4:46  |
| 3.     | This Ain't a Love Song             | Bon Jovi, Sambora, Child         | 5:06  |
| 4.     | These Days                         | Bon Jovi, Sambora                | 6:26  |
| 5.     | Lie to Me                          | Bon Jovi, Sambora                | 5:34  |
| 6.     | Damned                             | Bon Jovi, Sambora                | 4:27  |
| 7.     | My Guitar Lies Bleeding in My Arms | Bon Jovi, Sambora                | 5:41  |
| 8.     | (It's Hard) Letting You Go         | Bon Jovi                         | 5:50  |
| 9.     | Hearts Breaking Even               | Bon Jovi, Child                  | 5:05  |
| 10.    | Something to Believe In            | Bon Jovi                         | 5:25  |
| 11.    | If That's What It Takes            | Bon Jovi, Sambora                | 5:17  |
| 12.    | Diamond Ring                       | Bon Jovi, Sambora, Child         | 3:46  |
| 13.    | All I Want Is Everything           | Bon Jovi, Sambora                | 5:18  |
| 14.    | Bitter Wine                        | Bon Jovi, Sambora                | 4:36  |

## Obsazení
Bon Jovi
- Jon Bon Jovi – zpěv, kytara
- Richie Sambora – kytara, doprovodné vokály
- Hugh McDonald – baskytara
- Tico Torres – bicí, perkuse
- David Bryan – klávesy, doprovodné vokály

Ostatní hudebníci
- Robbie Buchanan – klávesy, programování
- Jerry Cohen – klávesy
- Rory Dodd – doprovodné vokály
- Randy Jackson – baskytara
- Suzie Katayama – violoncello
- Frank Marocco – akordeon
- Richie LaBamba – pozoun
- Ed Manion – barytonsaxofon
- Mark Pender – trubka
- Jerry Vivino – tenorsaxofon
- David Campbell – aranžmá